# Adelobotrys
Adelobotrys é um género botânico pertencente à família Melastomataceae.

## Sinonímia
- Davya, Marshallfieldia, Sarmentaria

## Espécies
- Adelobotrys acreana
- Adelobotrys adscendens
- Adelobotrys antioquiensis
- Adelobotrys ayangannensis
- Adelobotrys barbata
- Adelobotrys boissieriana
- Adelobotrys ciliata
- Adelobotrys duidae
- Adelobotrys fruticosa
- Adelobotrys fuscescens
- Adelobotrys guianensis
- Adelobotrys panamensis Almeda
- Lista completa